# Max Emanuel Cenčić

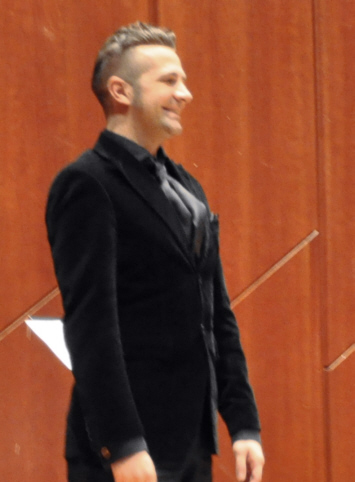
Max Emanuel Cenčić, 2013

Max Emanuel Cenčić (* 21. September 1976 in Zagreb, Jugoslawien) ist ein österreichischer Opernsänger (Countertenor/Mezzosopran) und Opernregisseur.

## Leben
Max Emanuel Cenčić wuchs als Sohn des Zagreber Dirigenten Maksimilijan Cenčić und einer Opernsängerin in einer musikalischen Familie auf. Schon sehr früh wurde er von seiner Mutter stimmlich ausgebildet. Bereits im Alter von sechs Jahren sang er in einer Fernsehshow die Arie der Königin der Nacht aus Mozarts Zauberflöte. Es folgten Engagements an der Oper von Zagreb und mehrere Konzertabende im damaligen Jugoslawien sowie in Spanien.
Von 1986 bis 1992 war Cenčić Mitglied und Solist bei den Wiener Sängerknaben. In dieser Zeit nahm er an einer CD-Einspielung der Zauberflöte als einer der drei Knaben teil, wobei ihn der Dirigent Sir Georg Solti als den besten Knabensopran bezeichnete, den er je gehört habe. Aufgrund seiner Ausbildung war es ihm nach dem Stimmwechsel möglich, die Sopranlage beizubehalten und die Sopranisten-/Mezzosopranisten-Karriere einzuschlagen. Im Alter von 17 Jahren hatte er bereits an die 800 Auftritte absolviert.
In Zusammenarbeit mit dem Pianisten Norman Shetler begann der Künstler 1992 seine Solokarriere. Er gab in den folgenden Jahren Liederabende in vielen Teilen Europas sowie in Japan. So trat er beispielsweise 1994 mit 17 Jahren bei der Schubertiade Hohenems zusammen mit der Mezzosopranistin Angelika Kirchschlager auf und sang im gleichen Jahr, begleitet vom Orchester der Academy of London, Bach-Kantaten. Seit 2001 singt er als Countertenor.
Max Emanuel Cenčić singt an allen bedeutenden Opernhäusern der Welt, etwa am Theater an der Wien, am Opernhaus Zürich, an der Opéra Royal in Versailles, an der Bayerischen Staatsoper, am Théatre des Champs-Elysées, an der Staatsoper Unter den Linden sowie an der Staatsoper Hamburg. Er hat preisgekrönte CDs mit Musik unter anderem von Domenico Scarlatti, Georg Friedrich Händel, Claudio Monteverdi und Antonio Vivaldi aufgenommen. Regelmäßig tritt er bei renommierten Festivals barocker Musik auf und war zum Beispiel in Schwetzingen, Rheinsberg und Drottningholm zu hören und zu sehen. An der Wiener Staatsoper sang er eine Partie in Aribert Reimanns Medea.
Als künstlerischer Leiter der Produktionsfirma „Parnassus Arts Productions“ verantwortet er die Konzeption und Leitung von Bühnen- und CD-Produktionen bedeutender Werke des italienischen Barocks. Immer häufiger ist Max Emanuel Cenčić auch als Regisseur tätig. Bei den Internationalen Händelfestspielen am Staatstheater Karlsruhe war er 2016 in der Titelrolle und als Regisseur der Oper Arminio von Georg Friedrich Händel zu erleben.
2020 übernahm Cenčić für zunächst drei Jahre die künstlerische Leitung des neuen Festivals „Bayreuth Baroque“ im Markgräflichen Opernhaus Bayreuth. Vom 3. bis 13. September 2020 fanden Aufführungen der Opern Carlo il Calvo von Nicola Antonio Porpora und Gismondo, re di Polonia von Leonardo Vinci statt, bei denen er auch selbst auf der Bühne stand. Für die zweite Ausgabe des Festivals Anfang September 2021 fanden – neben weiteren Konzerten und Darbietungen an anderen Orten Bayreuths – im Opernhaus sowohl erneut Aufführungen von Carlo il Calvo statt, um sie auch denen zu bieten, die sie im Vorjahr versäumt hatten, als auch drei Inszenierungen der Porpora-Oper Polifemo um die antike Sagengestalt des Zyklopen Polyphem. Neben anderen Veranstaltungen wurde 2022 Leonardo Vincis Oper Alessandro nell’Indie neu aufgeführt, und zwar in dem Original entsprechender reiner Männerbesetzung.

## Auszeichnungen
Für sein künstlerisches Schaffen erhielt er zahlreiche Preise und wurde vom französischen Kultusministerium als Chevalier dans l’Ordre des Arts et des Lettres ausgezeichnet. Für seine Rolle des Nerone in der Inszenierung von Die Krönung der Poppea des Basler Theaters wurde er von der Zeitschrift Opernwelt zum Nachwuchssänger des Jahres 2003 und  April 2008 von der Académie du Disque zum besten Opernsänger gekürt. 2013 erhielt er den ECHO Klassik für die Operneinspielung des Jahres (Oper des 17./18. Jahrhunderts). Die von Parnassus Arts Productions produzierte Oper Artaserse von Leonardo Vinci wurde mit dem ECHO Klassik 2013 und 2014 ausgezeichnet und für den Grammy nominiert. Die CD-Produktion Ottone mit Max Emanuel Cenčić in der Titelpartie ist für den Grammy 2018 nominiert. 
Im März 2021 wurde ihm einer der Ehrenpreise der Deutschen Schallplattenkritik (PdSK e. V.) für besondere Leitungen verliehen.

## Diskografie
CD
- Porpora: Opera Arias, Decca, 2018.
- Porpora: Germanico in Germania, Decca, 2018.
- Händel: Ottone, Decca, 2017.
- Händel: Arminio, Decca, 2016.
- Arie Napoletane, Decca, 2015.
- Vinci: Catone in Utica, Decca, 2015.
- The 5 Countertenors, Decca, 2015.
- Hasse: Siroe, Decca, 2014.
- Händel: Tamerlano, Naive Classique (Indigo), 2014.
- Rokoko, Decca, 2014.
- Venezia, Virgin, 2013.
- Vinci: Artaserse, Virgin, 2012.
- Händel: Alessandro, Decca, 2012.
- Vivaldi, Scarlatti, Caldara: Cantatas, Capriccio, 2012.
- Gluck: Ezio, Virgin, 2011.
- Duetti, Virgin, 2011.
- Vivaldi: Farnace, Virgin, 2011.
- Händel: Mezzo-Soprano Opera Arias, Virgin, 2010.
- Händel: Faramondo, Virgin, 2009.
- Händel: Rodrigo, Ambroisie (Indigo), 2008.
- Rossini: Opera Arias & Ouvertures, Virgin, 2008.
- Scarlatti: Cantate d’amore, Capriccio, 2008.
- Händel: Fernando, Virgin, 2007.
- Scarlatti: Scarlatti Cantatas, Capriccio, 2006.
- Caldara: Caldara, Capriccio, 2005.
- Händel: Handel Arias, 2005.
- Vivaldi and others: Andromeda Liberata, Archiv Prod Import, 2004.

DVD
- Vinci: Artaserse, DVD, Warner Music Group Germany, 2012.
- Monteverdi: L’incoronazione di Poppea, DVD, Virgin, 2013.
- Monteverdi: L’incoronazione di Poppea, DVD, Virgin, 2010.
- Landi: Il Sant’Alessio, DVD, Virgin, 2007.